# 黄草毛
黄草毛（学名：Aristida cumingiana）是禾本科三芒草属的植物。分布在菲律宾、印度以及中国大陆的湖南、广东、福建、江苏南部、浙江等地，生长于海拔200米至750米的地区，见于山坡或干燥草地。